# Риттер, Джозеф Элмер
Джозеф Элмер Риттер (англ. Joseph Elmer Ritter; 20 июля 1892, Нью-Олбани, Индиана, США — 10 июня 1967, Сент-Луис, США) — американский кардинал. Титулярный епископ Иппо и вспомогательный епископ Индианаполиса с 3 февраля 1933 по 24 марта 1934. Епископ Индианаполиса с 24 марта 1934 по 21 октября 1944. Архиепископ Индианаполиса с 21 октября 1944 по 20 июля 1946. Архиепископ Сент-Луиса с 20 июля 1946 по 10 июня 1967. Кардинал-священник с 16 января 1961, с титулом церкви Сантиссимо-Реденторе-э-Сант-Альфонсо-ин-виа-Мерулана с 19 января 1961. 